# Terrorisme en 1990

## Événements

### Février
- 4 février, Égypte : un attentat contre un car de touristes israéliens près d'Ismaïlia fait neuf morts[1].
- 16 février, Belgique : Une bombe explose au sein d'un auditoire de l'Université catholique de Louvain sur le site de  Woluwe-Saint-Lambert faisant 50 blessés. L'attentat n'a pas été revendiqué[2],[3].

### Septembre
- 27 septembre, Djibouti : un attentat à la grenade, au café de Paris à Djibouti, cause la mort d'un enfant et fait dix-sept blessés[4].

### Octobre
- 24 octobre, Irlande du Nord : l'IRA force un employé civil de l'armée britannique à déposer une bombe à un barrage de l'armée à la frontière avec la république d'Irlande. L'explosion cause la mort de cinq personnes[réf. souhaitée].

### Décembre
- 8 décembre, Espagne : un attentat d'ETA à Barcelone contre une fourgonnette de policiers assurant la sécurité d'un match de football fait six morts[réf. souhaitée].